# Lej Średni
Lej Średni – geologiczny twór przyrody, w południowo-zachodniej Polsce w Sudetach Wschodnich, w Masywie Śnieżnika.
Lej Średni, położony jest w Sudetach Wschodnich, na terenie Śnieżnickiego Parku Krajobrazowego  w środkowo-wschodniej części Masywu Śnieżnika, około 1,5 km., na wschód od Śnieżnika. Po południowej stronie Czarnego Grzbietu. 
Słabo wykształcona nisza niwalna w kształcie leja, wcinająca się we wschodnie gnejsowe zbocze Śnieżnika, zw. "Czarci Gon". Lej stanowi naturalne obniżenie zbocza, powstałe w okresie ostatniego zlodowacenia i wyrzeźbione przez schodzące w zimie lawiny. W obecnym okresie lawiny nie są aktywne.
Stoki leja porośnięte są wysokimi trawami i rzadkim dolnoreglowym lasem świerkowym z domieszką buka, jodły, sosny. Las w latach 80. XX w. podczas klęski ekologicznej został częściowo zniszczony. Lejem płynie górski potok Kamienica, którego źródła położone są poniżej szczytu Śnieżnika, w południowej części wschodniego zbocza zwanym "Czarci Gon".